# Werneria (planta)
Werneria es un género de plantas herbáceas perteneciente a la familia de las asteráceas. Comprende 102 especies descritas y de estas, solo 22 aceptadas.
Los nombres poposa o pupusa se refieren a las especies medicinales de este género (W. ciliolata, W. incisa), proviene del vocablo en quechua: pupu; "ombligo", probablemente aludiendo a su uso terapéutico durante el parto. También se conocen como yaretilla.

## Taxonomía
El género fue descrito por Carl Sigismund Kunth y publicado en Nova Genera et Species Plantarum (folio ed.) 4: 148–149, en 1818.

#### Etimología
Werneria: nombre genérico otorgado en honor del geólogo alemán Abraham Gottlob Werner (1749 – 1817).

## Especies aceptadas
A continuación se brinda un listado de las especies del género Werneria aceptadas actualmente, ordenadas alfabéticamente. Para cada una se indica el nombre binomial seguido del autor, abreviado según las convenciones y usos.
- Werneria acerosa Cuatrec., 1954
- Werneria amblydactyla S.F.Blake, 1928
- Werneria ciliolata A.Gray, 1861
- Werneria crassa S.F.Blake, 1928
- Werneria dactylophylla Sch.Bip., 1856
- Werneria decora S.F.Blake, 1928
- Werneria digitata Wedd., 1856
- Werneria esquilachensis Cuatrec., 1956
- Werneria funkiana (J.Calvo) D.J.N.Hind, 2022
- Werneria humilis Kunth, 1818
- Werneria incisa Phil., 1891
- Werneria juniperina Hieron., 1895
- Werneria lorochaqui (J.Calvo y V.A.Funk) D.J.N.Hind, 2022
- Werneria marcida S.F.Blake, 1928
- Werneria poposa Phil., 1891
- Werneria pseudodigitata Rockh., 1939
- Werneria rigida Kunth, 1818
- Werneria rosea Hieron., 1901
- Werneria rosenii R.E.Fr., 1905
- Werneria sotarensis Hieron., 1895
- Werneria staffordiae Sandwith, 1940
- Werneria weddellii Phil., 1891